# Albertino da Montone
Albertino (Montone, 1220/1250 – Fonte Avellana, 13 aprile 1294) è stato un monaco cristiano italiano, venerato come santo dalla Chiesa cattolica.

## Biografia
Nato a Montone, in Umbria, in una data compresa tra il 1220 e il 1250, abbracciò in giovane età la vita monastica nell'eremo di Fonte Avellana, nell'Appennino marchigiano. Nel 1275 fu eletto priore della congregazione avellanita, che guidò con fermezza e amorevolezza, dedicandosi anche con successo alla pacificazione dei comuni limitrofi in lotta fra loro.
Nel 1292 fu eletto vescovo di Osimo, ma dopo un solo giorno rinunciò alla carica episcopale, dedicandosi alla preghiera e alla contemplazione. Albertino morì a Fonte Avellana il 13 aprile 1294, lasciando in eredità ai confratelli e ai fedeli un esempio di umiltà e di amore per la pace. Ebbe anche fama di taumaturgo, infatti numerosi pellegrini si recavano al suo sepolcro invocandone l'intercessione.

## Culto
Nel 1772 papa Clemente XIV lo proclamò Beato. Il 21 agosto 1782, con decreto approvato da papa Pio VI, fu concesso l'Ufficio e Messa di sant'Albertino per la Congregazione de' Monaci ed Eremiti Camaldolesi. È invocato dai malati di ernia. La Chiesa lo ricorda il 31 agosto, ma anche il 3 e 13 aprile e il 3 settembre.